# Metalac Gornji Milanovac
Fudbalski klub Metalac Gornji Milanovac (serb. cyr. Фудбалски клуб Металац Горњи Милановац) – serbski klub piłkarski z siedzibą w Gornjim Milanovacu. Obecnie występuje w Srpska Liga Zapad.